# Jean-Baptiste Gaby
Jean-Baptiste Gaby est un frère franciscain français du XVIIe siècle, né vers 1640 et mort vers 1710.
Pendant la plus grande partie de sa vie, il semble avoir vécu et travaillé en tant que supérieur au couvent de Loches.
En mars 1686, Gaby et trois autres franciscains partent du Havre pour un voyage vers l'Afrique de l'Ouest.
À son retour en France, il publie en 1689 le livre Relation de la Nigritie, dans lequel il relate son séjour dans la région de l'actuel Sénégal, avec par exemple la découverte du fleuve Sénégal. Il y décrit les différents royaumes, leurs gouvernements et leurs coutumes.